# التاريخ المعاصر
يُعتبر التاريخ المعاصر، في علم تدوين التاريخ فرعًا من العصر الحديث، والذي يصف الفترة التاريخية من 1945 وحتى الوقت الحالي. يُعتبر التاريخ المعاصر إما فرعًا من الحقبة الحديثة المتأخرة، أو أحد الفروع الثلاث الرئيسية من التاريخ الحديث، إلى جانب الحقبة الحديثة المبكرة والحقبة الحديثة المتأخرة. وُضع مصطلح «التاريخ الحديث» موضع الاستخدام على الأقل منذ بدايات القرن التاسع عشر. في العلوم الاجتماعية فإن التاريخ المعاصر مستمر ومرتبط مع وجود ما بعد الحداثة.
هيمنت الحرب الباردة (1947-1991) على التاريخ المعاصر سياسيًا بين الولايات المتحدة والاتحاد السوفيتي، والتي لُمست تأثيراتها في جميع أنحاء العالم من خلال حروب بالوكالة وعبر التدخل في الشؤون السياسية الداخلية للبلدان الصغيرة. انتهت المواجهة عقب ثورات 1989 التي تسببت بتفكك الاتحاد السوفيتي سنة 1991. ومكنت المراحل الأخيرة من الحرب الباردة وما تلاها من إضفاء الطابع الديمقراطي على معظم أوروبا وأفريقيا وأمريكا اللاتينية. وفي الشرق الأوسط هيمنت الفترة التي أعقبت 1945 على الصراع بين دولة إسرائيل الجديدة وصعود السياسات النفطية، بالإضافة إلى نمو الإسلاموية في عقد 1980. ظهرت أولى المنظمات العالمية مثل الأمم المتحدة والاتحاد الأوروبي في فترة ما بعد 1945، في حين انهارت الإمبراطوريات الاستعمارية الأوروبية في أفريقيا وآٍسيا، واختفت نهائيًا في 1975.
ظهرت الثقافة المضادة، وغيرت الثورة الجنسية العلاقات الاجتماعية في المجتمعات الغربية بين الستينيات والثمانينيات من القرن العشرين، وتجسدت من خلال احتجاجات 1968. ارتفعت معايير المعيشة بحدة في الدول المتقدمة نتيجة التوسع الاقتصادي بعد الحرب العالمية الثانية، في حين انبثقت بعض الاقتصادات الكبرى في العالم مثل اليابان وألمانيا الغربية. انتشرت ثقافة الولايات المتحدة في أرجاء العالم، وخصوصًا النزعة الاستهلاكية. وفي عقد 1960 بدأت معظم البلدان الغربية عملية إزالة المصانع. وعوضًا عن ذلك أدت العولمة إلى ظهور مراكز مالية وصناعية جديدة في آسيا بدءًا باليابان، وتلتها النمور الآسيوية الأربعة هونغ كونغ وسنغافورة وكوريا الجنوبية وتايوان ثم الصين بعد إصلاحها الاقتصادي، والتي صدرت سلعها الاستهلاكية والتكنولوجية إلى العالم.
حقق العلم تطورات جديدة بعد 1945: طُورت رحلات الفضاء والتقنية النووية والليزر وأشباه الموصلات إلى جانب علم الأحياء الجزيئي وعلم الوراثة وفيزياء الجسيمات ونظرية النموذج المعياري ونظرية الحقل الكمومي. صنعت في ذات الوقت الحواسيب الأولى، وتبعها الإنترنت وبداية عصر المعلومات.

## التاريخ السياسي

### 1945 - 1991

تقسيم أوروبا في الحرب الباردة

بعد الحرب العالمية الثانية قضى الحلفاء على كل معارضة كبيرة ضدهم، وأنشأوا الأمم المتحدة لتحكم العلاقات والنزاعات الدولية. وكان السؤال الذي لاح في الأفق هو كيفية التعامل مع دول المحور المهزومة والدول الممزقة التي غزاها المحور. لذلك بعد مؤتمر يالطا قسموا الأراضي إلى نطاقات يتكفل فيها الحلفاء مسؤولية إعادة إعمارها وإدارتها. في حين أن تلك النطاقات كانت مؤقتة من الناحية النظرية (مثل المصير النهائي للنمسا المحتلة، والتي تم تحريرها لتكون دولة محايدة)، إلا أن التوترات المتزايدة بين الكتلة الغربية بقيادة الولايات المتحدة مع الكتلة الشرقية بقيادة الاتحاد السوفيتي يعني أن الكثير من تلك النطاقات تجمدت مكانها. فكان لبلدان النطاق السوفيتي في أوروبا الشرقية أنظمة شيوعية مثبتة لتكون دول تابعة. فأدى حصار برلين 1948 إلى جسر جوي غربي للحفاظ على برلين الغربية ودل على تهدئة العلاقات بين الشرق والغرب. وانقسمت ألمانيا سنة 1949 إلى دولتين: ألمانيا الغربية الديمقراطية وألمانيا الشرقية الشيوعية. وعمومًا سمي النزاع باسم الحرب الباردة. وشكل الكتلة الغربية الناتو في 1949 بينما شكل الكتلة الشرقية حلف وارسو في 1955. تجنبت تلك الكتلتين أي قتال مباشر بينهما، على الرغم من حدوث حروب بالوكالة في بلدان أخرى من قبل فصائل مجهزة من جانب واحد ضد فصيل الطرف الآخر. حدث سباق تسلح لتطوير وبناء أسلحة نووية حيث أراد صناع السياسة التأكد من أن جانبهم لديه العتاد الكافي إذا تعلق الأمر بالحرب.
في شرق آسيا تمت الإطاحة بجمهورية الصين تحت قيادة تشانغ كاي شيك في الثورة الشيوعية الصينية من 1945 - 1949. وتراجعت حكومته إلى تايوان، واستمرت مطالبة كلاً من حكومة حزب الكومينتانغ القومية وحكومة البر الرئيسي الشيوعي الجديدة بقيادة ماو تسي تونغ بالسلطة على كل الصين. تم تقسيم كوريا بشكل مشابه لألمانيا، حيث احتل الاتحاد السوفيتي الشمال واحتلت الولايات المتحدة الجنوب (سميت لاحقًا بكوريا الشمالية وكوريا الجنوبية). ولكن على عكس ألمانيا، فإن الصراع اشتعل هناك واندلعت الحرب الكورية من 1950 إلى 1953. لم تحاول أي من الحكومتين إعادة توحيد كوريا بسبب الدعم القوي لكل من الولايات المتحدة والصين للجانب المفضل لديهما؛ لذلك تجمد الصراع. وفي اليابان أصدرت دستور جديد في 1947 ينبذ الحرب العدوانية، وانهت أمريكا احتلالها لليابان سنة 1952، ووقعا معًا معاهدة المساعدة المتبادلة. كما منحت الولايات المتحدة للفلبين استقلالها في 1946 مع الحفاظ على علاقات وثيقة.
أصبح الشرق الأوسط بؤرة لعدم الاستقرار. أعلنت دولة إسرائيل اليهودية الجديدة استقلالها، الذي اعترفت به كل من الولايات المتحدة والاتحاد السوفيتي. وبعد الحرب العربية الإسرائيلية 1948 أطيح بملك مصر الضعيف وغير الفعال فاروق في ثورة 1952 وحل محله اللواء عبد الناصر. شهد انقلاب 1953 في إيران قيام الشاه الصديق للولايات المتحدة محمد رضا بهلوي بإزالة القيود الديمقراطية على حكومته والاستيلاء على السلطة مباشرة؛ وأطيح بالنظام الملكي في العراق سنة 1958، وبالنظام الملكي في شمال اليمن عام 1962، كما نالت جنوب اليمن استقلالها من بريطانيا عام 1967، ثم توحدت الدولتين في عام 1990.

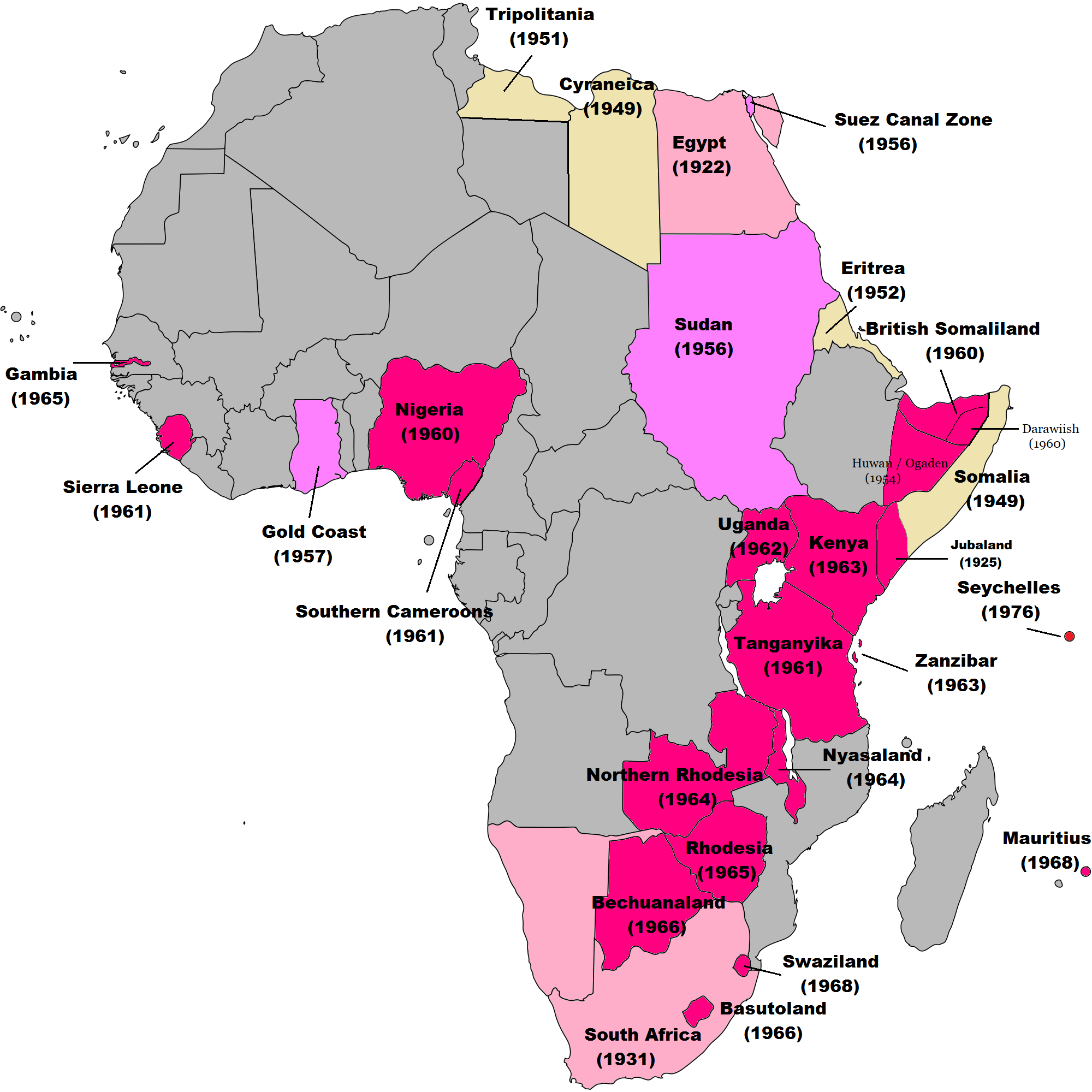
إنهاء الاستعمار من الإمبراطورية البريطانية في أفريقيا.

كان إنهاء الاستعمار أهم تطور في جنوب شرق آسيا وأفريقيا من 1946 - 1975، حيث تفككت الإمبراطوريات الاستعمارية البريطانية والفرنسية والهولندية والبرتغالية القديمة. ونالت العديد من الدول الجديدة استقلالها، ولكن سرعان ما وجدت نفسها مضطرة للاختيار ما بين التحالف مع إحدى الكتلتين (الغربية أو الشرقية)، أو البقاء على الحياد لتكون عضو في حركة عدم الانحياز. نالت الهند البريطانية الاستقلال سنة 1947 دون الحاجة إلى حرب استقلال صريحة. تم تقسيمها إلى الهند ذات الأغلبية الهندوسية وباكستان ذات الأغلبية المسلمة (باكستان الغربية [الإنجليزية] وباكستان الشرقية أو باكستان وبنغلاديش لاحقًا)؛ خاضت الهند وباكستان حروبًا في 1947 و1965 و1971. وفي إندونيسيا المستقلة حديثًا سيطر سوكارنو عليها في 1950 بعد فشل محاولات إعادة الحكم الهولندي في 1945-1949 واتخذت موقفًا يميل إلى الاستقلال الشرقي. ثم أطاح به سوهارتو في 1968 الذي اتخذ موقفا مؤيدا للغرب. حصل اتحاد مالايا على الاستقلال في 1957 بعد القتال المتزامن للحالة الطوارئ ضد القوات الشيوعية من 1948 إلى 1960. خاض الفرنسيون دون جدوى الحرب الهندوصينية الأولى في محاولة للاحتفاظ بالهند الصينية الفرنسية؛ ونشأت في مؤتمر جنيف 1954 الدول الجديدة كمبوديا ولاوس وجمهورية فيتنام الديمقراطية أو جمهورية فيتنامبعد التوحيد. أدى تقسيم الهند الصينية إلى حرب فيتنام في الستينيات والسبعينيات (بالإضافة إلى الحرب الأهلية في لاوس والحرب الأهلية الكمبودية)، والتي انتهت بفيتنام الشمالية الشيوعية التي وحدت البلاد في 1975 وهزيمة الولايات المتحدة.
وفي أفريقيا خاضت فرنسا الحرب الجزائرية الطاحنة 1954-1962 التي شهدت نهاية الجزائر الفرنسية وصعود الجزائر المستقلة الجديدة. ترك كل من البريطانيين والفرنسيين ببطء مستعمراتهم الشاسعة، مما أدى إلى إنشاء دول مثل الجمهورية النيجيرية الأولى في 1963. ولكن لا تزال البرتغال متمسكة بشدة بإمبراطوريتها، مما أدى إلى حروب البرتغال الاستعمارية من 1961 إلى 1974 في أنغولا وغينيا بيساو وموزمبيق حتى سقوط حكومة إستادو نوفو. في غضون ذلك ظلت جنوب إفريقيا في عهد الفصل العنصري مناهضة للشيوعية بشدة، لكنها انسحبت من الكومنولث البريطاني في 1961، ودعمت مختلف الفصائل الموالية للاستعمار في جميع أنحاء إفريقيا التي فقدت الدعم من حكوماتها الأم في أوروبا. كافح العديد من الحكومات الإفريقية المستقلة حديثًا لتحقيق التوازن بين كونها ضعيفة جدًا ومن يُطيح بها من قبل مدبري الانقلاب الطموحين، وبين كونها قوية جدًا وتتحول إلى ديكتاتوريات.
شهدت أمريكا اللاتينية نموًا اقتصاديًا تدريجيًا ولكنها أيضًا شهدت عدم الاستقرار، حيث كانت الانقلابات والأنظمة العسكرية (المجالس العسكرية) تمثل تهديدًا كبيرًا. وأشهرها كانت الثورة الكوبية التي أطاحت بحكومة باتيستا الصديقة للولايات المتحدة لصالح حكومة فيدل كاسترو المتحالفة مع الاتحاد السوفيتي. اندلعت خلالها أزمة الصواريخ الكوبية سنة 1963، والتي عدت من أخطر الحوادث التي اقتربت من تحويل الحرب الباردة إلى صراع عسكري مباشر. انقلاب بيرو 1968 [الإنجليزية] ونصّبت أيضًا حكومة صديقة للسوفييت. بالرغم من ذلك كان توجه المنطقة نحو الولايات المتحدة في تلك الفترة، مع دعم وكالة المخابرات المركزية للفصائل الصديقة لأمريكا مثل انقلاب 1954 في غواتيمالا وانقلاب 1964 في البرازيل وانقلاب 1973 في تشيلي وغيرها. عانت نيكاراغوا أكثر من غيرها حيث شهدت الثورة النيكاراغوية مساعدة عسكرية كبيرة من كلتا القوتين العظميين لفصائلهما المفضلة التي مددت الحرب الأهلية في البلاد لعقود. نجت المكسيك من هذه الاضطرابات، على الرغم من أنها كانت تعمل إلى حد كبير كدولة الحزب الواحد التي يهيمن عليها الحزب الثوري الدستوري. كان للأرجنتين حكومات متعاقبة تتودد إلى كل من الولايات المتحدة والاتحاد السوفيتي، لكنها أساءت بشكل عام إدارة الاقتصاد.
شهد الشرق الأوسط أحداثًا أنذرت بنزاعات لاحقة في السبعينيات والثمانينيات. بعد نهاية الجمهورية العربية المتحدة جرى الإطاحة بالحكومة السورية انقلاب 1966 في سوريا واستبدالها بالبعثيين الجدد، مما أدى إلى قيادة عائلة الأسد. خاضت إسرائيل وجيرانها حرب الأيام الستة 1967 وحرب أكتوبر 1973. وفي عهد أنور السادات وبعد ذلك حسني مبارك تحولت مصر من الناصرية إلى تفضيل الكتلة الغربية، ووقعت معاهدة سلام مع إسرائيل. لبنان الذي كان في يوم من الأيام من بين أكثر المراكز ازدهارًا وثقافة في المنطقة سقط في حرب أهلية استمرت عقدًا من الزمن من 1975-1990. وتمت الإطاحة بالحكومة الإيرانية الموالية لأمريكا التي لا تحظى بشعبية في الثورة الإيرانية 1979 واستبدلت في النهاية بجمهورية إسلامية جديدة برئاسة آية الله الخميني. سرعان ما تقاتلت إيران والعراق البعثي في عهد صدام حسين في الحرب العراقية الإيرانية 1980-1988 والتي انتهت بشكل غير حاسم.
في شرق آسيا خضعت الصين للثورة الثقافية من 1966 - 1976، وهو صراع داخلي كبير شهد برنامجًا مكثفًا للماوية واضطهادًا لأعداء داخليين محتملين. تدهورت علاقات الصين مع السوفييت في الستينيات والسبعينيات من القرن الماضي، مما أدى إلى الانقسام الصيني السوفياتي، على الرغم من أنهما كانا قادرين على التعاون في بعض الأمور. أدت دبلوماسية كرة الطاولة إلى تقارب بين الولايات المتحدة والصين والاعتراف الأمريكي بالحكومة الشيوعية الصينية في السبعينيات. تم قمع الحركة المؤيدة للديمقراطية في الصين بعد احتجاجات مظاهرات ساحة تيانانمن 1989، ونجت الحكومة الصينية من التوترات التي من شأنها أن تعكر صفو الكتلة المتحالفة مع الاتحاد السوفيتي خلال الثمانينيات. واتخذت كوريا الجنوبية (في انتفاضة يونيو الديمقراطية) وتايوان (مع رفع الأحكام العرفية [الإنجليزية]) خطوات رئيسية نحو التحرير في 1987-1988، والانتقال من دول الحزب الواحد المتحالفة مع الغرب إلى ديمقراطيات تشاركية أكثر.
شهدت الثمانينيات تراجعا عاما للكتلة الشيوعية. غالبًا ما يُطلق على الحرب السوفيتية الأفغانية (1979-1989) «حرب فيتنام في الاتحاد السوفيتي» مقارنة بالهزيمة الأمريكية، كونها حربًا واحتلالًا باهظ الثمن وغير ناجح. والأهم من ذلك شهدت العقود الفاصلة عدم قدرة أوروبا الشرقية على التنافس اقتصاديًا مع أوروبا الغربية، مما قوض الوعد بوفرة الشيوعية مقارنة بالفقر الرأسمالي. أثبتت الاقتصادات الرأسمالية الغربية أنها أكثر ثراءً وأقوى، مما جعل موازنة ميزانية الدفاع السوفياتية مع الميزانية الأمريكية تستنزف الموارد المحدودة. ثم أطلقت ثورة النزهة في عموم أوروبا في 1989 سلسلة من ردود الفعل السلمية مع السقوط اللاحق لجدار برلين. شهدت ثورات 1989 قيام العديد من دول أوروبا الشرقية بالتخلص من حكوماتها الشيوعية، ورفض الاتحاد السوفيتي غزوها لإعادة تأسيسها. تم توحيد ألمانيا الشرقية والغربية. انتهى وضع دولة العميلة للعديد من الدول، حيث لم يكن هناك نزاع متبقي للتمويل. أدت قمة مالطا في 3 ديسمبر 1989 وفشل انقلاب أغسطس من قبل المتشددين السوفييت وتفكك الاتحاد السوفيتي في 26 ديسمبر 1991 إلى نهاية الحرب الباردة.

### 1991 - 2001
مع انتهاء الحرب الباردة أضحت الولايات المتحدة القوة العظمى الوحيدة في العالم. وفقدت الشيوعية مصداقيتها، وإن بقيت الصين دولة شيوعية رسميًا، حيث ساهمت الإصلاحات الاقتصادية لدينج شياو بينج والاشتراكية ذات الخصائص الصينية بنمو القطاع الخاص الرأسمالي في الصين. وفي روسيا اتبع الرئيس بوريس يلتسين سياسة الخصخصة، فحول الوكالات الحكومية السابقة إلى شركات خاصة في محاولة للتعامل مع مشاكل الميزانية الموروثة من الاتحاد السوفياتي. تسببت نهاية المساعدات الخارجية السوفيتية في مجموعة متنوعة من التغييرات في البلدان التي كانت جزءًا سابقًا من الكتلة الشرقية؛ أصبح العديد منها رسميًا جمهوريات ديمقراطية، على الرغم من وصف بعضها بشكل أكثر دقة بالجمهوريات الاستبدادية أو الأوليغارشية ودول الحزب الواحد. تعامل العديد من المعلقين الغربيين مع تلك التطورات بتفاؤل. فاعتقدوا أن العالم يتقدم بثبات نحو ديمقراطيات حرة وليبرالية. فجنوب إفريقيا لم تعد قادرة على جذب الدعم الغربي بادعاءها بأنها معادية للشيوعية، فأنهت الفصل العنصري في أوائل التسعينيات، وانتقلت دول أوروبا الشرقية إلى ديمقراطيات مستقرة. وتوقع العديد من الأمريكان نيل عائدات السلام من تخفيضات ميزانية وزارة الدفاع، ولكن لم تكن تلك التخفيضات كبيرة كما تأمل البعض. استمرت التحالفات الدولية في القيام بدورها. شهدت حرب الخليج قيام تحالف دولي كبير بإلغاء ضم بعثيي العراق للكويت، لكن تلك التحالفات التي قامت بدور الشرطي الدولي كانت أقل نجاحًا في أماكن أخرى. فانزلقت الصومال وأفغانستان في حروب أهلية دموية طويلة طوال عقد تقريبًا (الحرب الأهلية الصومالية والحرب الأهلية الأفغانية (1992–1996) ثم الحرب الأهلية الأفغانية (1996-2001)). وخاضت روسيا حربًا وحشية في الشيشان، وفشلت في قمع التمرد من 1994 إلى 1996. ثم استؤنفت الحرب الشيشانية الثانية في 1999-2000 التي شهدت عودة السيطرة الروسية بعد أن نجحت في إقناع بعض المتمردين للانضمام إلى قضيتهم بوعود بالحكم الذاتي. أدى تفكك يوغوسلافيا أيضًا إلى سلسلة من الحروب اليوغوسلافية. وبالنهاية تدخل الناتو في حرب كوسوفو. وفي الشرق الأوسط عرضت عملية السلام الإسرائيلية الفلسطينية على الكثيرين آفاق اتفاق سلام طويل الأمد. وبدا أن اتفاقيات أوسلو الموقعة سنة 1993 قدمت خارطة طريق السلام لحل النزاع. ولكن تلك الآمال الكبيرة قد تبددت في 2000-2001 بعد انهيار المفاوضات والانتفاضة الثانية.

### 2001 - الآن

#### الحرب على الإرهاب وحربي أفغانستان والعراق

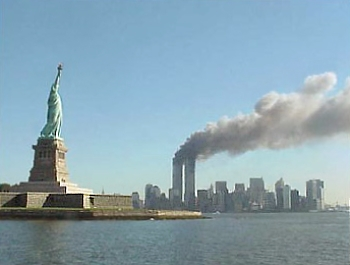
احتراق مركز التجارة العالمي فيما يرى تمثال الحرية.

كانت هجمات 11 سبتمبر سلسلة من الهجمات الانتحارية المنسقة من قبل القاعدة على الولايات المتحدة في 11 سبتمبر 2001. في ذلك الصباح اختطف تسعة عشر إرهابياً من القاعدة أربع طائرات ركاب تجارية. صدم الخاطفون عمدا طائرتين في البرجين التوأمين لمركز التجارة العالمي في مدينة نيويورك، مما أسفر عن مقتل كل من كان على متنها والعديد من العاملين في المباني. انهار المبنيان في غضون ساعتين، مما أدى إلى تدمير المباني المجاورة وإلحاق أضرار بمباني أخرى. حطم الخاطفون طائرة ركاب ثالثة في البنتاغون في أرلينغتون، فيرجينيا خارج واشنطن العاصمة، وتحطمت الطائرة الرابعة في حقل بالقرب من شانكسفيل في مقاطعة سومرست الريفية بنسلفانيا، بعد أن حاول بعض ركابها وطاقم الرحلة استعادة السيطرة على الطائرة، والتي أراد الخاطفون توجيهها نحو واشنطن العاصمة. رداً على ذلك سنت الولايات المتحدة في عهد الرئيس جورج دبليو بوش قانون باتريوت. كما عززت العديد من الدول الأخرى تشريعاتها الخاصة بمكافحة الإرهاب ووسعت سلطات إنفاذ القانون.

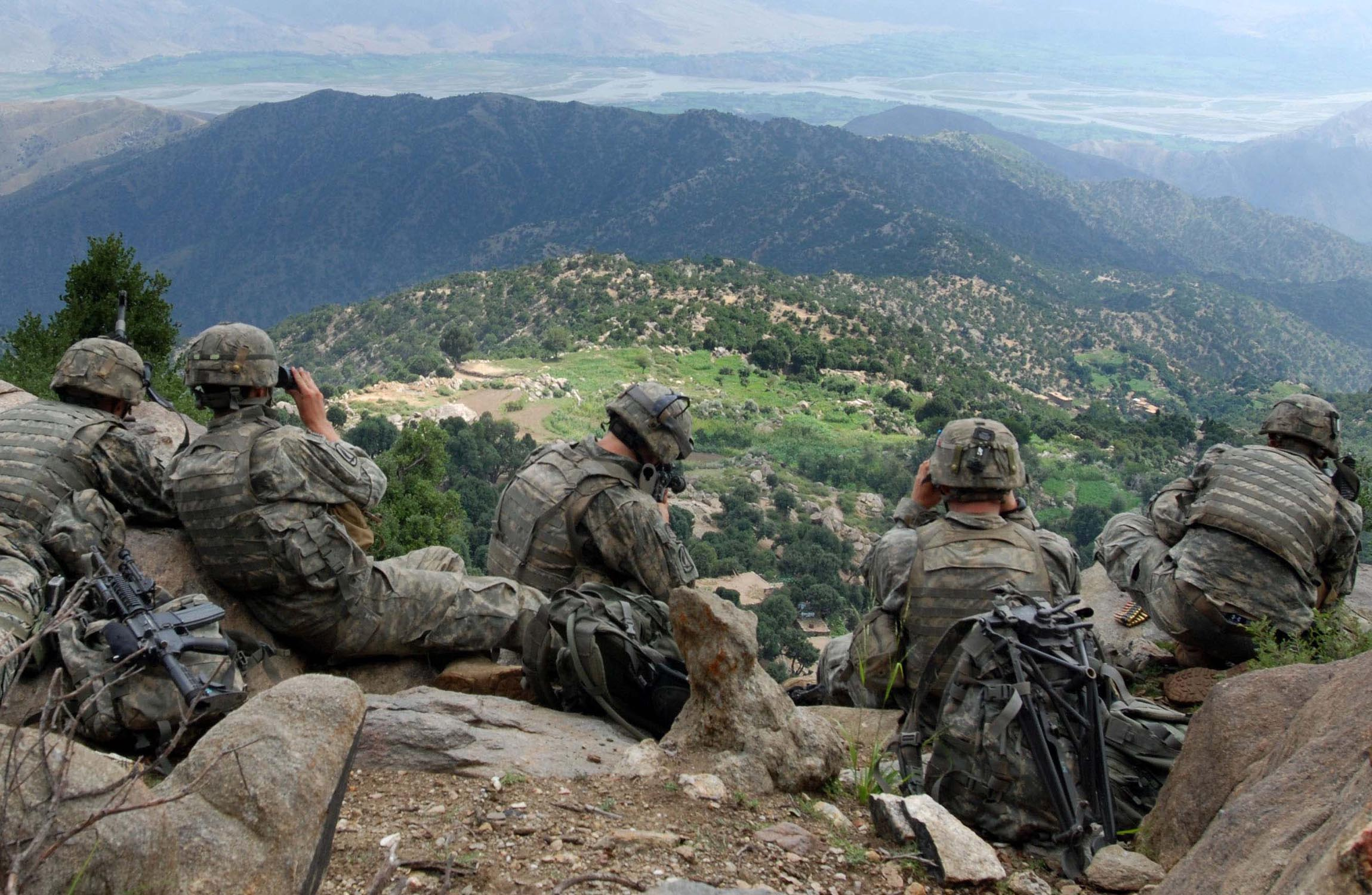
قوات الجيش الأمريكي في ولاية كنر.

ردت الولايات المتحدة على هجمات 11 سبتمبر 2001 بشن حرب عالمية على الإرهاب، بغزو إمارة أفغانستان الإسلامية لإسقاط حركة طالبان، التي آوت القاعدة. بدأت الحرب في أفغانستان في أواخر 2001 وأطلقتها قوة المساعدة الأمنية الدولية (إيساف) بتفويض من الأمم المتحدة، وساهمت الولايات المتحدة والمملكة المتحدة بمعظم الجنود. ونصت سياسة إدارة بوش وعقيدة بوش على أن القوى لن تميز بين المنظمات الإرهابية والدول أو الحكومات التي تأويهم. كانت عملية الحرية الدائمة (OEF) هي العملية القتالية الأمريكية التي شارك فيها بعض شركاء التحالف وتعمل بشكل أساسي في الأجزاء الشرقية والجنوبية من البلاد على طول الحدود الباكستانية؛ وكانت القوة الدولية للمساعدة الأمنية التي أنشأها مجلس الأمن الدولي مسؤولة عن تأمين العاصمة كابول والمناطق المحيطة بها. تولى الناتو السيطرة على القوة الدولية للمساعدة الأمنية في 2003.
وعلى الرغم من النجاحات الأولية للتحالف، إلا أن طالبان لم تهزم تمامًا، واستمرت في السيطرة على الأراضي في المناطق الجبلية بالإضافة إلى تهديد الحكومة الجديدة جمهورية أفغانستان الإسلامية التي كانت قبضتها متزعزعة خارج المدن الرئيسية إن لم تكن معدومة. كما أن الحرب كانت أقل نجاحًا في تقييد تنظيم القاعدة مما كان متوقعًا.
بدأت حرب العراق في مارس 2003 بغزو العراق من قبل قوات متعددة الجنسيات. احتلت العراق ثم اعتقل صدام حسين لاحقًا، الذي أعدمته الحكومة العراقية بعد محاكمة سريعة. على الرغم من افتراضات الحكومة بأن الحرب في العراق ستنتهي بسقوط صدام حسين، إلا أنها استمرت واشتدت. قاتلت الجماعات الطائفية بعضها البعض وقوات التحالف المحتلة عبر حرب غير متكافئة خلال التمرد العراقي، حيث كان العراق منقسمًا بشكل صارخ بين الجماعات السنية والشيعية والكردية التي تتنافس الآن مع بعضها البعض على السلطة. كما استمرت عمليات القاعدة في العراق. وفي نهاية 2008 وافقت الحكومتان الأمريكية والعراقية على اتفاقية وضع القوات التي كانت سارية حتى نهاية 2011.
أعادت إدارة أوباما تركيز تدخل الولايات المتحدة في الصراع على انسحاب قواتها من العراق وزيادة القوات والدعم الحكومي في أفغانستان. وفي مايو 2011 جرى مقتل أسامة بن لادن بعد تعقبه إلى مجمعه في أبوت آباد باكستان. وفي 26 مايو 2011 قبضت وكالة الأمن العسكري في صربيا على قائد جيش صرب البوسنة السابق راتكو ملاديتش، المطلوب بتهمة الإبادة الجماعية وجرائم الحرب والجرائم ضد الإنسانية،
وفي 2011 أعلنت الولايات المتحدة نهاية رسمية لحرب العراق. وفي فبراير 2020 اتفق الرئيس دونالد ترامب مع طالبان على سحب جميع القوات الأمريكية من أفغانستان خلال العام المقبل. وأجلت إدارة بايدن الانسحاب لبضعة أشهر، لكنها لا تزال ملتزمة إلى حد كبير بالصفقة؛ سرعان ما انهارت الحكومة الأفغانية المدعومة من التحالف، وسيطرت طالبان بلا منازع على البلاد في أغسطس 2021 بعد نجاح هجومها.

#### الربيع العربي وسوريا
اندلع الربيع العربي سنة 2010 باحتجاجات مناهضة للحكومات في العالم الإسلامي، لكنه سرعان ما تصاعد إلى صراعات عسكرية واسعة النطاق في سوريا وليبيا واليمن، كما أتاح الفرصة لظهور مجموعات متشددة مختلفة مثل الدولة الإسلامية (IS). وقد استفاد هذا التنظيم من منصات التواصل الاجتماعي مثل التويتر لتجنيد مقاتلين أجانب من جميع أنحاء العالم واستولى على أجزاء كبيرة من الأراضي في العراق وسوريا وأفغانستان، وفي شبه جزيرة سيناء منذ 2013 ولا يزال. ومن ناحية أخرى تمكنت بعض المنظمات المتشددة العنيفة من التفاوض على السلام مع الحكومات مثل جبهة مورو الإسلامية للتحرير في الفلبين في 2014. أدى وجود داعش واندلاع الحرب الأهلية السورية إلى هجرة اللاجئين إلى أوروبا وحفز أيضًا وشجع الهجمات الإرهابية البارزة والنزاعات المسلحة في جميع أنحاء العالم، مثل هجمات باريس 2015 ومعركة ماراوي في الفلبين سنة 2017. وفي 2014 قررت الولايات المتحدة التدخل ضد الدولة الإسلامية في العراق، مع طرد معظم مقاتلي تنظيم الدولة الإسلامية مع نهاية 2018. كما شنت روسيا وإيران حملة مشتركة ضد داعش ودعم الرئيس السوري بشار الأسد. وبدءًا من 2022 استعاد الأسد السلطة في مناطق واسعة في النصف الجنوبي من البلاد، في حين أن المناطق الشمالية يسيطر عليها خليط من المتمردين السنة العرب والأكراد وتركيا.

#### روسيا
تمتع فلاديمير بوتين خليفة يلتسين بشعبية كبيرة في روسيا بعد انتصاره في حرب الشيشان الثانية. لقد صور نفسه على أنه محارب للفساد في البداية، حيث قام بمراقبة الأوليغارشية الروسية الذين اكتسبوا ثروات هائلة خلال فترة تحرير السوق في روسيا. بمزيج من الشعبية الحقيقية والتراجع القانوني، تحركت روسيا تدريجياً نحو أن تكون دولة الحزب الواحد، ديمقراطية لكنها دولة يفوز فيها حزب بوتين دائمًا. تدخلت روسيا منذ ذلك الحين في مجموعة متنوعة من النزاعات العسكرية في البلدان المجاورة لها، مثل الحرب الروسية الجورجية سنة 2008؛ الحرب الروسية الأوكرانية 2014 وضم القرم؛ التدخل في الحرب الأهلية السورية سنة 2015؛ واتساع نطاق الحرب الروسية الأوكرانية لتشمل غزو روسيا لكل أوكرانيا سنة 2022 حيث أعلنت روسيا عزمها على عزل الحكومة الأوكرانية وتثبيت حكومة متوافقة صديقة لروسيا. كثيراً ما استشهدت الحكومة الروسية بتوسع الناتو باعتباره شكوى رئيسية.

## التاريخ الاقتصادي
مع انتهاء الحرب العالمية الثانية ازدادت التجارة الدولية ونظامها المترابط من المعاهدات والاتفاقيات لتسهيل تدفقها. وبالذات الولايات المتحدة ودولارها اللذي لعب دورًا محوريًا في الاقتصاد العالمي، مما أدى إلى إزاحة المملكة المتحدة. يُطلق على تلك الحقبة اسم الهيمنة الأميركية أو السلام الأمريكي بسبب السلام الليبرالي النسبي في العالم الغربي، الناتج عن هيمنة الولايات المتحدة، مشابهةً بالهيمنة الرومانية الذي تأسس في ذروة الإمبراطورية الرومانية. كان القطاع المالي في نيويورك (وول ستريت) هو مركز العالم المالي ما بين 1945-1970 بطريقة مهيمنة من غير المرجح أن نراها مرة أخرى. على عكس ما بعد الحرب العالمية الأولى فإن الولايات المتحدة ساعدت بقوة في إعادة بناء أوروبا بعد الحرب العالمية الثانية، بالإضافة إلى مساعدة دول المحور المهزومة، بدلاً من عقابها. أرسلت خطة مارشال مساعدات بمليارات الدولارات إلى أوروبا الغربية لضمان استقرارها ودرء الانكماش الاقتصادي المحتمل. أنشأ مؤتمر بريتون وودز في سنة 1944 نظام بريتون وودز، وهو مجموعة من الممارسات التي تحكم التجارة العالمية والعملات من 1945 إلى 1971، وأنشأ المؤتمر أيضًا البنك الدولي وصندوق النقد الدولي. كما أنشأت أوروبا الغربية المجموعة الاقتصادية الأوروبية سنة 1957 لتخفيف الجمارك ومساعدة التجارة الدولية. وبشكل عام أثرت التحسينات الهائلة في نوعية الحياة على كل ركن من أركان العالم خلال تلك الفترة، في كل من العالمين الغربي والشرقي. فأطلقت عليها فرنسا اسم (Les Trente Glorieuses) أو الثلاثون عامًا المجيدة. على الرغم من تعرض ألمانيا الغربية لدمار كبير في الحرب، إلا أنها سرعان ما عادت لتصبح قوة اقتصادية في عقد 1950 مع المعجزة الاقتصادية الألمانية (wirtschaftswunder). والمدهش أيضًا أن اليابان اتبعت ألمانيا، وحققت نموًا اقتصاديًا مذهلاً، وأصبحت ثاني أكبر اقتصاد في العالم سنة 1968، وهي ظاهرة سميت بالمعجزة الاقتصادية اليابانية. تم تقديم العديد من التفسيرات للنتائج التي تحسد عليها هذه السنوات: السلام النسبي (على الأقل خارج العالم الثالث) وانخفاض متوسط حجم الأسرة والتحسينات التكنولوجية وغيرها. وفي غضون ذلك أنشأت الكتلة الشرقية منظومة مجلس التعاون الاقتصادي مشابهة لخطة مارشال وتأسيس قواعد تجارية داخلية بين الدول الشيوعية.
شهدت السبعينيات رياحًا اقتصادية معاكسة. والجدير بالذكر أن سعر النفط بدأ في الارتفاع منذ عقد 1970، حيث جفت الآبار النفط السهلة والتي هي سريعة الوصول منذ بداية القرن، واعتبر النفط مورداً غير متجدد. تم لفت الانتباه إلى وفرة النفط في الشرق الأوسط، حيث تسيطر دول أوبك على احتياطيات نفطية كبيرة غير مستغلة. أدت التوترات السياسية حول حرب أكتوبر والثورة الإيرانية إلى أزمة النفط 1973 وأزمة الطاقة (1979). أطلق عليها الاتحاد السوفياتي عصر الركود. وشهدت السبعينيات والثمانينيات أيضًا صعود النمور الآسيوية الأربعة، حيث حذت كوريا الجنوبية وتايوان وسنغافورة وهونغ كونغ طريق اليابان نحو الازدهار بدرجات متفاوتة من النجاح. وفي الصين تمت الإطاحة بعصابة الأربعة اليسارية سنة 1976، واتبع دينج شياو بينج سياسة الانفتاح المؤقت للاقتصاد الصيني على الابتكارات الرأسمالية خلال الثمانينيات، والتي واصل العمل بها خلفاؤه في التسعينيات. وشهد الاقتصاد الصيني الصغير جدًا في 1976 نموًا هائلاً، وفي النهاية احتل المرتبة الثانية ليكون أضخم اقتصاديا من اليابان سنة 2010. ومن بين الاقتصادات الغربية تم استبدال انهيار نظام بريتون وودز بحقبة أكثر مرونة من أسعار الصرف العائمة. اجتمعت مجموعة السبعة (G7) لأول مرة في 1975 وأصبحت إحدى المنتديات الدولية الرئيسية التي تنظم التجارة الدولية بين الدول الصناعية. نفذ الاتحاد السوفيتي سياسة البيروسترويكا في الثمانينيات والتي سمحت بإصلاحات السوق المؤقتة. وشهد تفكك الاتحاد السوفيتي مقاربات مختلفة في التسعينيات في الشرق: بعض الدول المستقلة حديثًا ذهبت في اتجاه رأسمالي مثل إستونيا، وحافظ بعضها على وجود حكومي قوي في اقتصادها، بينما اختار آخرون مزيجًا. أثارت خصخصة الشركات والموارد الحكومية اتهامات برأسمالية المحسوبية في العديد من الدول، مثل الاتحاد الروسي، وريثة الاتحاد السوفيتي؛ غالبًا ما كان يُطلق على المستفيدين من الفترة المضطربة اسم الأوليغارشية الروسية.
في بداية عقد 2000، كان هناك ارتفاع عالمي في أسعار السلع والمنازل، مما مثل نهاية كساد السلع في الفترة 1980-2000 [الإنجليزية]. سُوّقت الأوراق المالية المدعومة بالرهن العقاري في الولايات المتحدة -وكانت تحتوي على مخاطر يصعب تحديدها- حول العالم وأدى الاتساع الائتماني ذو القاعدة الواسعة لتغذية فقاعة المضاربة العالمية في العقارات والأسهم. تأثر الوضع المالي أيضًا بزيادة حادة في أسعار النفط والغذاء. تسبب انهيار فقاعة الإسكان الأمريكية [الإنجليزية] في انخفاض سريع لقيمة الأوراق المالية المرتبطة بتسعير العقارات، ومن ثم إلحاق الضرر بالمؤسسات المالية. واندلع الركود الكبير إلى معظم العالم الصناعي أواخر عقد 2000، وهو الركود الاقتصادي الحاد الذي بدأ في الولايات المتحدة سنة 2007 نتيجة الأزمة المالية في 2007-2010. رُبطت الأزمة المالية الحديثة بممارسات الإقراض السابقة من قِبل المؤسسات المالية واتجاه توريق القروض الأمريكية.
انتشر الركود الكبير إلى معظم العالم الصناعي، وتسبب في تباطؤ واضح في النشاط الاقتصادي. حدث الركود العالمي في بيئة اقتصادية تتميز باختلالات مختلفة. أدى هذا الركود إلى انخفاض حاد في التجارة الدولية وارتفاع معدلات البطالة وانخفاض أسعار السلع الأساسية. جدد الركود الاهتمام بالأفكار الاقتصادية الكينزية حول كيفية مكافحة ظروف الركود. ومع ذلك واصلت العديد من البلدان الصناعية اتباع سياسات التقشف لخفض العجز وخفض الإنفاق على عكس اتباع النظريات الكينزية.

البلدان حسب معدل نمو الناتج المحلي الإجمالي الحقيقي في عام 2014. (البلدان ذات اللون البني كانت في حالة ركود).

منذ أزمة الديون السيادية الأوروبية الأخيرة في 2009 تطورت المخاوف من أزمة الديون السيادية بين المستثمرين فيما يتعلق بارتفاع مستويات الديون الحكومية في جميع أنحاء العالم إلى جانب موجة تخفيض الديون الحكومية لبعض الدول الأوروبية. اشتدت المخاوف مع بداية 2010 وبعدها أصبح من الصعب أو المستحيل على الحكومات إعادة تمويل ديونها. وفي 9 مايو 2010 وافق وزراء مالية أوروبا على حزمة إنقاذ بقيمة 750 مليار يورو تهدف إلى ضمان الاستقرار المالي في جميع أنحاء أوروبا. كان صندوق الإنقاذ المالي الأوروبي (EFSF) وسيلة ذات أغراض خاصة يمولها أعضاء منطقة اليورو لمكافحة أزمة الديون السيادية الأوروبية. وفي أكتوبر 2011 اتفق قادة منطقة اليورو على حزمة أخرى من الإجراءات المصممة لمنع انهيار الاقتصادات الأعضاء. تمثل البلدان الثلاثة الأكثر تضررًا وهي اليونان وأيرلندا والبرتغال، مجتمعة ستة في المائة من الناتج المحلي الإجمالي لمنطقة اليورو. وفي 2012 توصل وزراء مالية منطقة اليورو إلى اتفاق بشأن خطة إنقاذ يونانية ثانية بقيمة 130 مليار يورو. وفي 2013 وافق الاتحاد الأوروبي على خطة إنقاذ اقتصادية بقيمة 10 مليارات يورو لقبرص. وفي 2020 تسببت جائحة فيروس كورونا في حدوث الكثير من الاضطرابات الاقتصادية.

## العلوم والتكنولوجيا المعاصرة

### الحوسبة والإنترنت

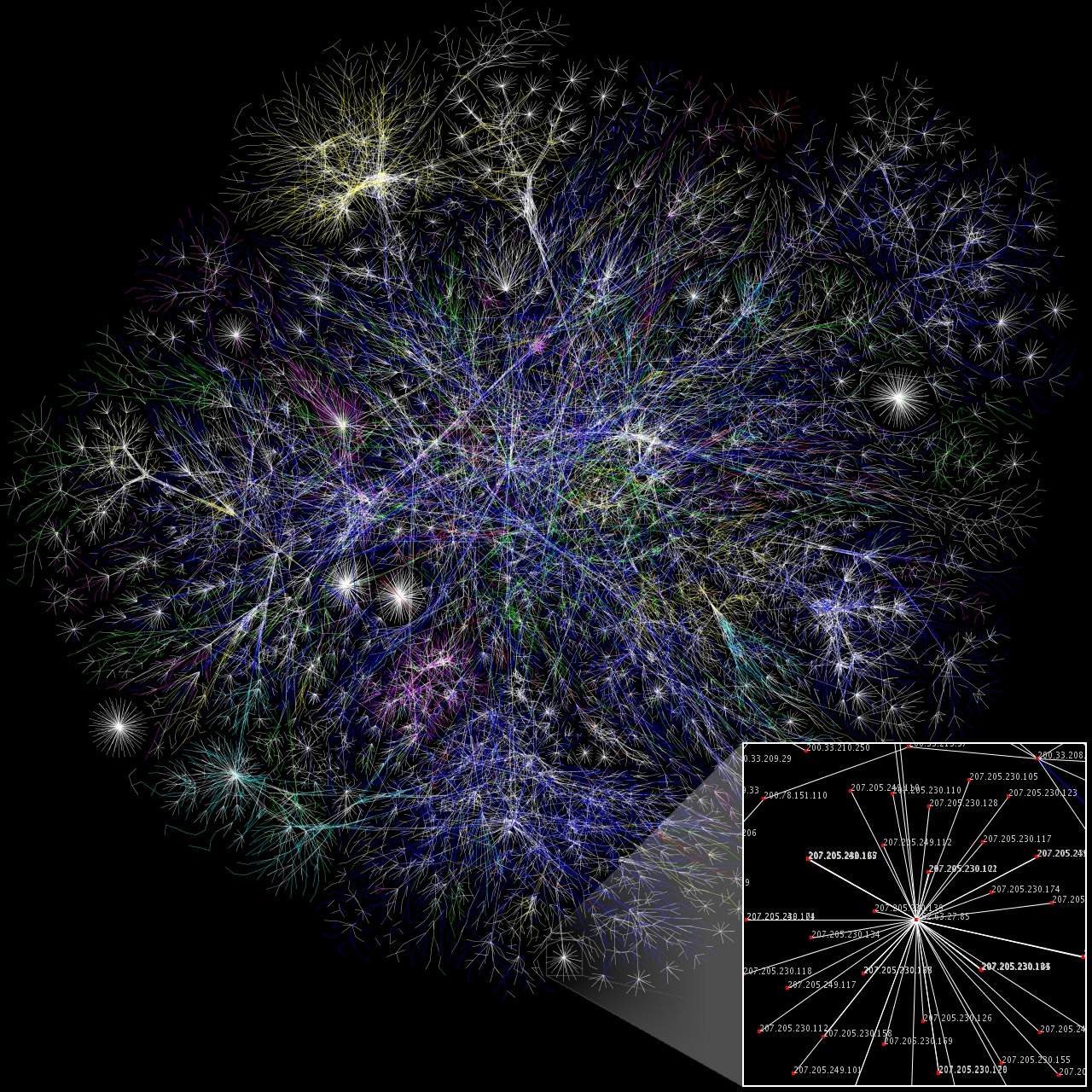
تصور للطرق المختلفة عبر جزء من الإنترنت. خريطة جزئية للإنترنت عام 2005.

عصر المعلومات والمعروف أيضًا باسم عصر الكمبيوتر، هي فكرة أن العصر الحالي سيتسم بقدرة الأفراد على نقل المعلومات بحرية، والوصول الفوري إلى المعرفة التي كانت صعبة أو من المستحيل العثور عليه سابقا. ترتبط تلك الفكرة ارتباطًا وثيقًا بمفهوم عصر المعلومات أو الثورة الرقمية، وتحمل نتائج التحول من الصناعة التقليدية التي جلبتها الثورة الصناعية من خلال التحول الصناعي، إلى اقتصاد يقوم على التلاعب بالمعلومات. ويقال أن تلك الحقبة بدأت في النصف الأخير من القرن العشرين، مع عدم معرفة التاريخ بدقة. بدأ استخدام المصطلح مع نهاية الثمانينيات وبداية التسعينيات، واستمر استخدامه إلى الآن شرط توفر الإنترنت.
وفي نهاية التسعينات تزعم تلك الصناعة كلا من دليل مواقع الويب ومحركات البحث شائعة — ياهو! وألتافيستا (كلاهما تأسس سنة 1995). وفي 2001 بدأ نموذج الدليل في إفساح المجال لمحركات بحث أخرى، بدءًا من صعود جوجل (تأسست في 1998) التي طورت مفاهيم جديدة للتبويبات الموائمة. على الرغم من أن ميزات الدليل لا تزال متاحة بشكل شائع، إلا أنها أضحت أفكارًا لمحركات البحث. فحجم قاعدة البيانات الذي كان سمة تسويقية مهمة في بداية عقد 2000، إلا أنه أزيح بالتركيز على التبويبات الموائمة، وهي الطرق التي تحاول بها محركات البحث فرز أفضل النتائج أولاً.
تميز الويب 2.0 بأنه يسهل الاتصال ومشاركة المعلومات [الإنجليزية] والتشغيل المشترك والتصميم الموجه للمستخدم والتضافر في شبكة الويب العالمية. لقد أدى إلى تطوير وارتقاء المجتمعات القائمة على الويب وخدماتها المستضافة وتطبيقاتها. تشمل الأمثلة مواقع الشبكات الاجتماعية ومواقع مشاركة الفيديو ومواقع ويكي والمدونات والمزج وفولكسونومي. ظهرت الشبكات الاجتماعية في بداية القرن 21 ليكون تواصل اجتماعي شائع، حيث حلت محل العديد من وظائف البريد الإلكتروني ولوحات الرسائل وخدمات المراسلة الفورية. وأشهر مواقع التواصل الاجتماعي التي اكتسبت شعبية واسعة تويتر وفيسبوك واليوتيوب. استمر توزيع المعلومات منذ القرن 21 مع نمو التفاعل عبر الهاتف المحمول والاتصالات الإنترنت بشكل كبير في بداية القرن. وفي سنة 2010 كان بإمكان الناس في العالم المتقدم الوصول إلى الإنترنت، وكان لدى معظم البشر في أنحاء العالم هاتف محمول. وبسبب صعود الحوسبة المتنقلة انخفضت عالميًا مبيعات أجهزة الكمبيوتر الشخصية بنسبة 14٪ في الربع الأول من 2013. وبدأ الويب الدلالي (المدبلج، ويب 3.0) في تضمين المحتوى الدلالي في صفحات الويب، مما أدى إلى تحويل الويب الحالي الذي تهيمن عليه مستندات شبه المهيكلة أو غير المهيكلة إلى شبكة بيانات.
مع ظهور تكنولوجيا المعلومات أصبح أمن الحاسوب وأمن المعلومات بشكل عام مصدر قلق لأجهزة الكمبيوتر والشبكات. تشمل المخاوف المعلومات والخدمات المحمية من الوصول غير المقصود أو غير المصرح به أو التغيير أو التدمير. وقد أثار هذا أيضًا تساؤلات حول خصوصية الإنترنت والخصوصية الشخصية على مستوى العالم.

### استكشاف الفضاء
كان سباق الفضاء أحد المنافسات الشديدة في الحرب الباردة، حيث أطلق كل من برنامج الفضاء الأمريكي (ناسا) وبرنامج الفضاء السوفيتي أقمارًا صناعية ومسابير ومهمات فضائية. وقد وضع السوفييت أول إنسان في الفضاء مع يوري غاغارين، سرعان ما أدرك الأمريكيون ذلك، فكان الأمريكيون أول من أطلق مهمة هبوط ناجحة على سطح القمر مع أبولو 11.
في السبعينات والثمانينات اتبعت الولايات المتحدة نهجًا جديدًا مع برنامج مكوك الفضاء، وذلك لتقليل كلفة عمليات الإطلاق من خلال إنشاء مكوك فضائي قابل لإعادة الاستخدام. كان أول مكوك فضاء مداري يعمل بكامل طاقته هو كولومبيا (بترقيم OV-102)، حيث انطلق من مدار أرضي منخفض في أبريل 1981. وفي 1996 أجرت المهمة المكوكية STS-75 بحثًا في الفضاء باستخدام مولد حبل كهروديناميكي ومعه مكونات الحبل الأخرى. عانى البرنامج من حادثتين دمرت المكوك: كارثة تشالنجر وكارثة كولومبيا). كان للبرنامج في النهاية 135 مهمة. تم تقاعد أسطول مكوك الفضاء التابع لناسا من مارس إلى يوليو 2011.
شهدت نهاية الحرب الباردة حقبة جديدة من التعاون الدولي مع محطة الفضاء الدولية (ISS). وأصبحت رحلات الفضاء التجارية ممكنة بعدما خففت الحكومات من السيطرة الصارمة على الأقمار الصناعية، وفتحت إمكانيات جديدة، ولكن أيضًا مخاطر جديدة مثل تلوث الأقمار الصناعية الضوئي. بدأ برنامج خدمات النقل المداري التجاري [الإنجليزية] (COTS) بالعمل في 2006.
هناك موانئ فضائية مختلفة [الإنجليزية]، مثل الموانئ الفضائية لرحلات الفضاء البشرية وأنظمة إطلاق أخرى (الخدمات اللوجستية الفضائية). فرحلات الفضاء الخاصة هي رحلات خارج خط كارمان حيث يقوم كيان آخر بإدارتها ودفع تكاليفها خارج الوكالات الحكومية. الاستغلال التجاري للفضاء هو استخدام معدات تُرسَلها شركة أو دولة إلى الفضاء الخارجي أو عبره لتوفير سلع أو خدمات ذات قيمة تجارية. بدأت خطط وتوقعات تجارة الفضاء في الستينيات. فقوة دفع المركبة الفضائية هي أي طريقة تستخدم لتسريع المركبات الفضائية والأقمار الصناعية.
أعلنت وكالة ناسا في 2011 أن المركبة المدارية لاستطلاع المريخ قد التقطت دليلًا فوتوغرافيًا على احتمال وجود مياه سائلة في المريخ خلال المواسم الدافئة. وفي 6 أغسطس 2012 هبطت عربة مختبر علوم المريخ كيوريوسيتي روفر على سطح الكوكب، وهي مركبة استكشاف المريخ الأكثر تفصيلاً حتى الآن. وبعد ملاحظات WMAP للخلفية الكونية الميكروية أصدرت معلومات في 2011 عن العمل الذي أنجزته مركبة بلانك الفضائية، وقدرت عمر الكون بـ 13.8 مليار سنة (100 مليون سنة أقدم مما كان يُعتقد سابقًا). كذلك حدث تقدم تقني آخر في 2012 حيث أظهر الفيزيائيون الأوروبيون قياسيا وجود بوزون هيغز.

## توقعات المستقبل
العالم في الألفية الثالثة. القرن الحادي والعشرون هو القرن الميلادي أو العام. ووفقًا للتقويم الغريغوري فإنه بدأ في 1 يناير 2001 وينتهي في 31 ديسمبر 2100. يمتد عقد 2020 من 1 يناير 2020 إلى 31 ديسمبر 2029.
الألفية الثالثة هي فترة الألف سنة الثالثة. ومع مضي تلك الألفية التي قدمت فقط العقدين الأولين: عقد 2000 و2010، يمكن أن يكون موضوع اهتمام المؤرخ التقليدي. أما الجزء المتبقي من القرن الحادي والعشرين والاتجاهات طويلة المدى فيكون البحث من خلال الدراسات المستقبلية، وهو نهج يستخدم نماذج مختلفة وعدة طرق (مثل التنبؤ والتنبؤ العكسي). فمنذ اختراع التاريخ بحث الناس عن فوائد يمكن استخلاصها من دراسته، على أساس أن فهم الماضي من المحتمل أن يتحكم في المستقبل. وحسب الاقتباس الشهير لخورخي سانتايانا:«أن أولئك الذين لا يستطيعون تذكر الماضي محكوم عليهم بتكراره». ورأى أرنولد توينبي في دراسته الضخمة للتاريخ إلى انتظام صعود وسقوط الحضارات. وفي سياق أكثر شيوعًا خصص ويل وأرييل ديورانت كتابًا صدر في 1968 بعنوان «دروس التاريخ» لمناقشة الأحداث والتعليقات التي قد تضيء الشؤون الحالية والإمكانيات المستقبلية... وسلوك الدول. المناقشات غالبًا ما تميل دروس التاريخ إلى التركيز المفرط على التفاصيل التاريخية أو على العكس من ذلك على التعميمات التاريخية الشاملة.
تأخذ الدراسات المستقبلية كونها واحدة من السمات المهمة (نقاط البداية المعرفية) هو استمرار المحاولة لتحليل المستقبل البديل. وتتضمن تلك الاستمرارية في جمع البيانات الكمية والنوعية حول إمكانية التغيير واحتمالية واستصواب التغيير. يشير تنوع مصطلح «اللآتي أو القادم» في علم المستقبل إلى التنوع الغني للمستقبل البديل، بما في ذلك المجموعة الفرعية من المستقبل المفضل (المستقبل المعياري) التي يمكن دراستها.
ركز ممارسو انضباط التعليم سابقًا على استقراء الاتجاهات التكنولوجية أو الاقتصادية أو الاجتماعية الحالية، أو في محاولة التوقع بالاتجاهات المستقبلية، لكنهم بدأوا مؤخرًا في فحص النظم الاجتماعية والشكوك وبناء السيناريوهات والتشكيك في وجهات النظر العالمية وراء مثل تلك السيناريوهات من خلال طريقة تحليل الطبقات السببية (وغيرها) لخلق رؤى مرغوب بها للمستقبل، وتستخدم التنبؤ العكسي لاشتقاق استراتيجيات تنفيذ بديلة. بصرف النظر عن الاستقراء والسيناريوهات، يتم استخدام العشرات من الأساليب والتقنيات في البحث المستقبلي.

### الاتجاهات الاجتماعية والتكنولوجية
مع نهاية القرن العشرين كان العالم على مفترق طرق رئيسي. فقد أنجز في ذلك القرن من التقدم التكنولوجي أكثر مما أنجز على مدار التاريخ السابق. أدت أجهزة الكمبيوتر والإنترنت وغيرها من التقنيات الحديثة إلى تغيير جذري في الحياة اليومية. فحدثت زيادة في العولمة وتحديداً الأمركة. وقد أثار ذلك مشاعر معادية للغرب ولأمريكا -وإن لم يمثل تهديدًا - في أجزاء من العالم النامي، وخاصة الشرق الأوسط. أصبحت اللغة الإنجليزية لغة عالمية رائدة، فأصبح الأشخاص الذين لا يتحدثونها محرومين من أمور كثيرة.
الاتجاه الذي يربط بين الأحداث الاقتصادية والسياسية في أمريكا الشمالية وآسيا والشرق الأوسط هو الطلب المتزايد بسرعة على الوقود الأحفوري الذي شهد إلى جانب عدد أقل من الاكتشافات البترولية الجديدة وتكاليف استخراج أكبر (انظر ذروة النفط)، والاضطرابات السياسية، فقد ارتفعت أسعار الغاز والنفط بنسبة تصل إلى 500٪ بين 2000 و 2005. وفي بعض الأماكن وخاصة في أوروبا يمكن أن يصل سعر الغاز إلى 5 دولارات للجالون حسب العملة. وكان النقاش حول مشاركة تركيا في الاتحاد الأوروبي قليل التأثير، لكنه منتشر في كل مكان. واستمر التمدن الجديد والإحياء الحضري في كونهما الدافع للتخطيط الحضري في الولايات المتحدة. ومع ذلك تشير الأدلة إلى أن نمو الضواحي الأمريكية يفوق النمو الحضري.

### التقنيات الناشئة
قد يكون لمختلف التقنيات حديثة النشأة والتطورات الأخيرة والتقارب في مختلف مجالات التكنولوجيا لها تأثيرات مستقبلية محتملة. فالتقنيات الناشئة تغطي مختلف التطورات المتطورة في ظهور التكنولوجيا وتقاربها، مثل النقل وتكنولوجيا المعلومات والتكنولوجيا الحيوية والروبوتات والميكانيكا التطبيقية وعلم المواد. وضعها وآثارها المحتملة تنطوي على الجدل حول درجة التأثير الاجتماعي أو جدوى التقنيات. على الرغم من أن هذه تمثل تطورات جديدة وهامة في مجال ما؛ تمثل التقنيات المتقاربة مجالات مميزة سابقًا والتي تتجه بطريقة ما نحو ترابط أقوى وأهداف مماثلة.

## التحديات والمشاكل

### تغير المناخ
عكس تغير المناخ والاحتباس الحراري فكرة المناخ الحديث. وتُعزى سبب التغيرات المناخية في القرن الماضي إلى عوامل مختلفة أدت إلى ارتفاع درجة حرارة الأرض. وهذا الاحترار هو زيادة في متوسط درجة حرارة الهواء القريب من سطح الأرض والمحيطات منذ منتصف القرن العشرين واستمرارها المتوقع. تُعزى بعض التأثيرات على كل من البيئة الطبيعية وحياة الإنسان، وجزئيًا على الأقل إلى ظاهرة الاحتباس الحراري. يشير تقرير صدر في 2001 عن الهيئة الحكومية الدولية المعنية بتغير المناخ إلى أن تراجع الأنهار الجليدية واضطراب الجرف الجليدي مثل كتلة لارسن الجليدية وارتفاع مستوى سطح البحر والتغيرات في أنماط هطول الأمطار وزيادة كثافة وتواتر الظواهر الجوية المتطرفة سببها جزئيًا إلى الاحتباس الحراري. وتشمل الآثار الأخرى المتوقعة إلى ندرة المياه في بعض المناطق وزيادة هطول الأمطار في مناطق أخرى، والتغيير في كتل الثلوج الجبلية والآثار الصحية الضارة من ارتفاع درجات الحرارة.
عادة ما يكون من المستحيل ربط أحداث مناخية معينة بتأثير الإنسان على العالم. وبدلاً من ذلك من المتوقع أن يتسبب هذا التأثير في تغييرات في التوزيع العام وشدة الظواهر الجوية، مثل التغيرات في تواتر وشدة هطول الأمطار الغزيرة. ومن المتوقع أن تشمل التأثيرات الأوسع تراجع الجليد وانكماش القطب الشمالي وارتفاع مستوى سطح البحر في جميع أنحاء العالم. وقد تشمل التأثيرات الأخرى تغيرات في غلات المحاصيل، وإضافة ظهور طرق تجارية جديدة وانقراض الأنواع والتغيرات في نطاق نواقل الأمراض. وحتى سنة 2009 منعت حزمة الجليد في الممر الشمالي الغربي من القطب الشمالي الشحن البحري المنتظم في معظم العام في هذه المنطقة، ولكن تغير المناخ قلل من الجليد، وهذا الانكماش في القطب الشمالي جعل الممرات المائية أكثر قابلية للملاحة.

### الأوبئة
تفشى في سنة 2020 مرض فيروس كورونا 2019 الذي تم توثيقه لأول مرة أواخر 2019 في ووهان الصينية، إلى دول أخرى ليصبح وباءً عالميًا، مما تسبب في اضطراب اجتماعي واقتصادي كبير في جميع أنحاء العالم. أمرت العديد من الدول بإغلاق إلزامي على الحركة وإغلاق الأعمال غير الضرورية.  تسبب تهديد المرض في ركود اقتصادي، على الرغم من أن توزيع اللقاحات خفف منذ ذلك الحين التأثير الاقتصادي في العديد من البلدان.
بشكل عام تم اعتبار جائحة فيروس كورونا مثالًا على خطر كارثي عالمي فريد من نوعه لسهولة السفر في العصر الحديث. يمكن أن تنتشر الأمراض الجديدة بشكل أسرع وأبعد بكثير في العصر المعاصر من أي حقبة سابقة من تاريخ البشرية؛ فالوقاية من الأوبئة هي أحد المجالات الناتجة لضمان أنه إذا حدث ذلك مع فيروس قاتل بدرجة كافية يمكن للبشرية اتخاذ تدابير لوقف انتشاره.